# 清濤苑
清濤苑（英語：Ching Tao Court）是香港房屋委員會轄下設於新界區的首個綠表置居計劃屋苑，位於上水清河邨側，毗鄰石上河。
屋苑總體及細部設計，分別由房屋署總建築師（2）及興業建築師有限公司負責，並由中國海外房屋工程有限公司承建，其士富居物業管理有限公司管理，已於2024年7月18日獲發入紙 ，2024年9月13日起開始安排入伙。

## 歷史
此屋苑前身為清河邨內清河商場與百和路之間的露天停車場，鄰近清河邨公共運輸交匯處。
由於公屋需求殷切，而清河邨尚有25%地積比仍未用盡，政府於2017年決定在此用地上加建一座出租公屋，並包括設於基座的商場及停車場。其後項目於2019年9月正式動工。
至2020年5月，此項目納入「綠表置居計劃」潛在屋苑名單，再於翌年12月正式由出租公屋改作綠置居屋苑，並命名為「清濤苑」。
屋苑已於2024年7月18日獲發入紙 ，於2024年9月13日起開始安排入伙。 

## 屋苑資料

### 樓宇
屋苑採單幢式設計，設有40層，提供776個單位。在戶型方面，開放式單位佔大約一半，另外40%為一房單位，僅有72個單位可間兩房，面積介乎於277至449平方呎。
屋苑命名已於2021年12月曝光，詳情如下：
| 樓宇名稱（座號） | 樓宇類型               | 落成年份 | 樓宇層數（住宅層數） | 每層伙數                   | 每座單位總數（伙） | 建築師                                   | 承建商                   | 提供升降機的廠商 |
| ---------------- | ---------------------- | -------- | -------------------- | -------------------------- | ------------------ | ---------------------------------------- | ------------------------ | ---------------- |
| 清濤苑           | 非標準設計大廈 （T型） | 2024年   | 41（35）             | 22（5-36樓） 18（37-40樓） | 776                | 房屋署總建築師（2）、 興業建築師有限公司 | 中國海外房屋工程有限公司 | 蒂升             |

此屋苑已列入「綠置居2022」出售，於2022年9月尾起接受申請，同年第四季攪珠，其後於2022-23年間進行揀樓。

### 配套設施

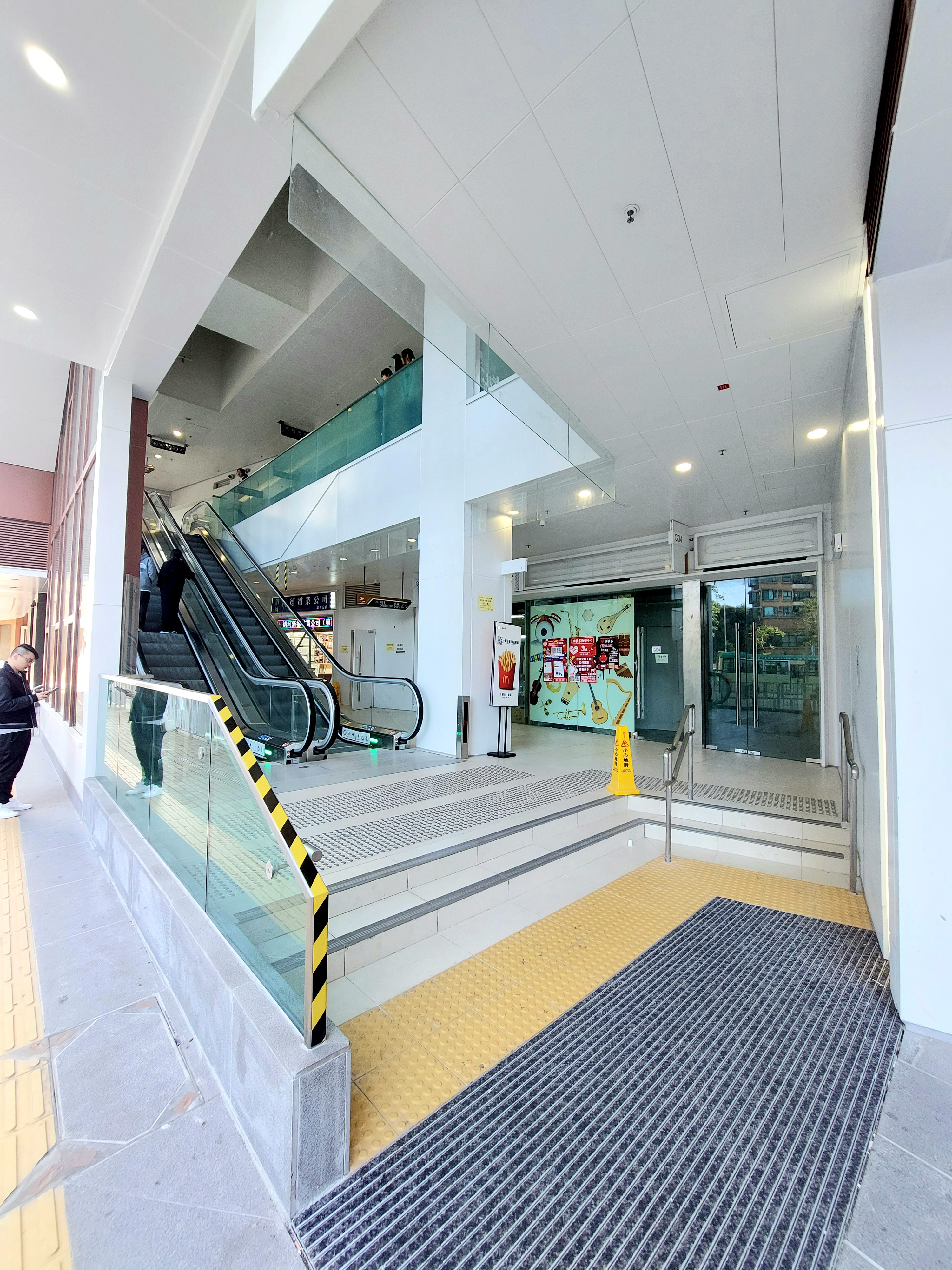
清濤商場入口採開放式設計

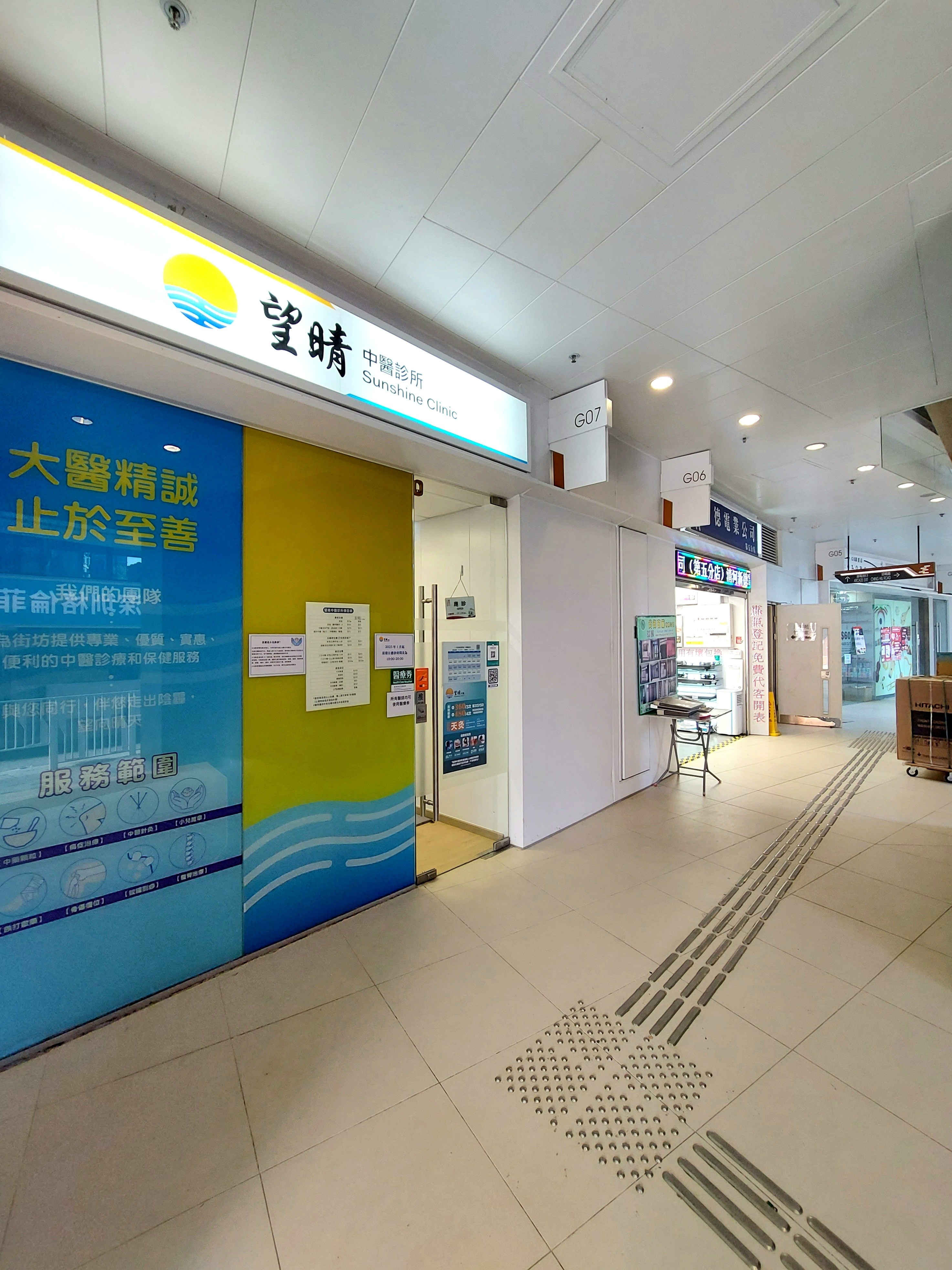
清濤商場地下

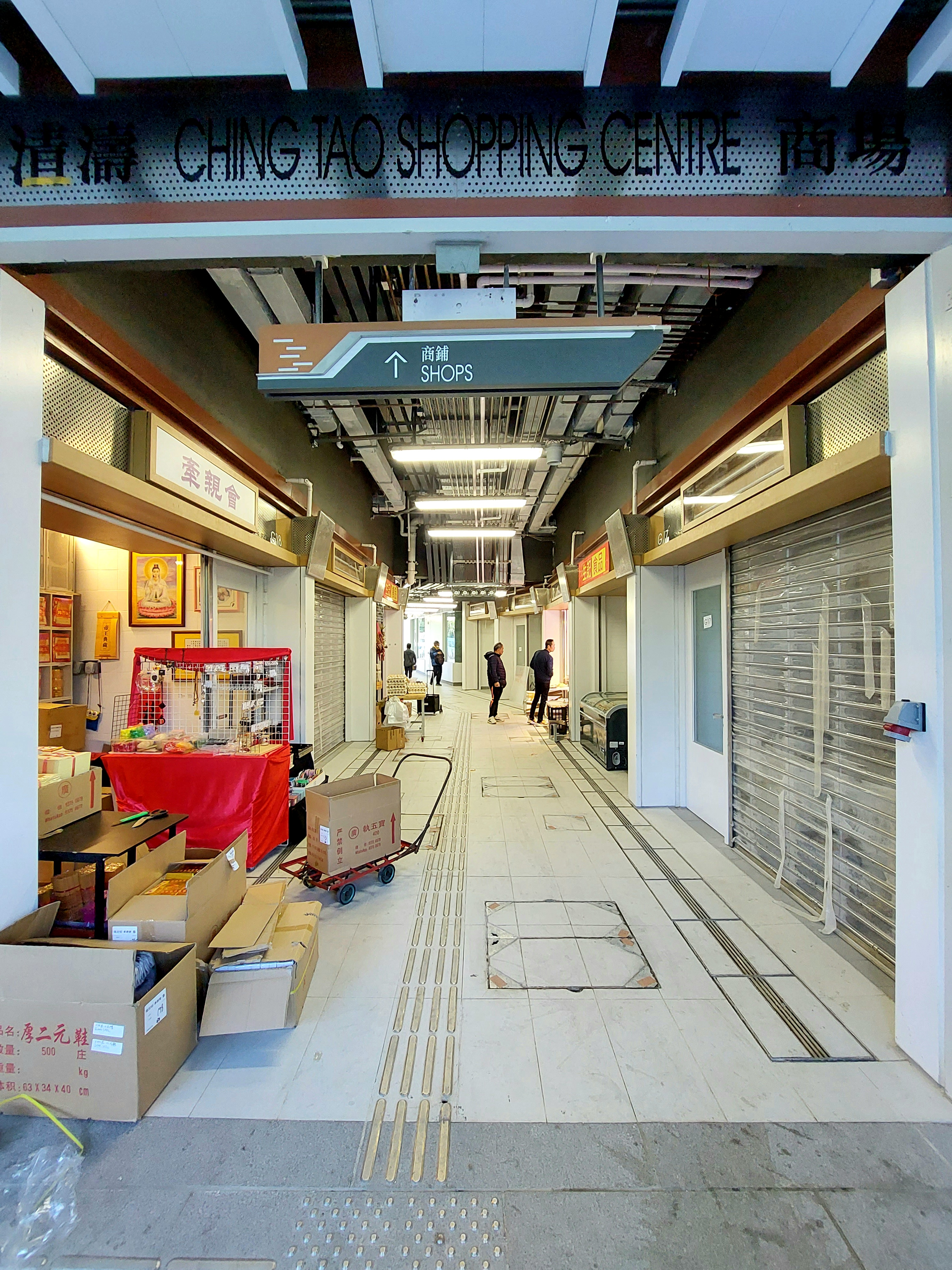
清濤商場街市檔位

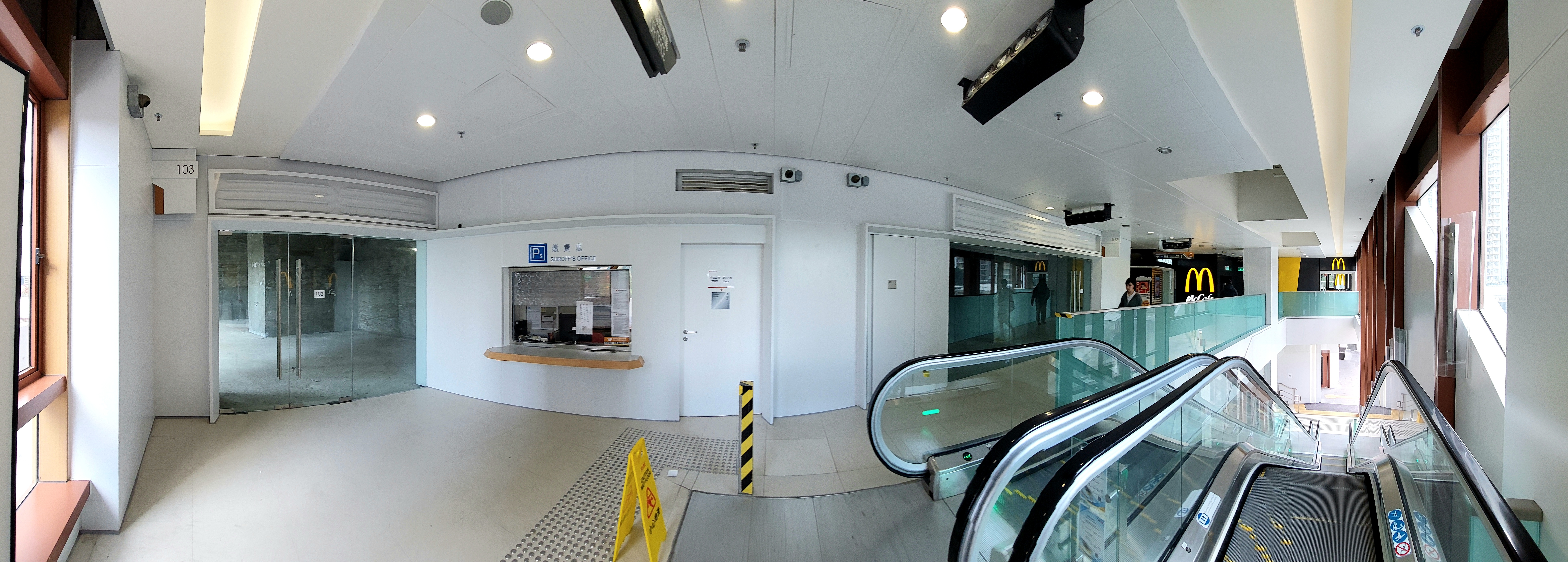
清濤商場一樓設有3個舖位，其中1個租戶為麥當勞，停車場繳費處亦設於此層

屋苑平台設有休憩設施，而基座為兩層高商場（名為清濤商場）連停車場，當中商場兩層共設有25個商舖，目前開設爐具電器店、集運店及中、西醫診所各一間，另設有一條街市檔位形式的商店街。一樓開設了快餐店麥當勞。另外，大廈對出空地亦設有露天車位。

## 興建期間的圖片庫

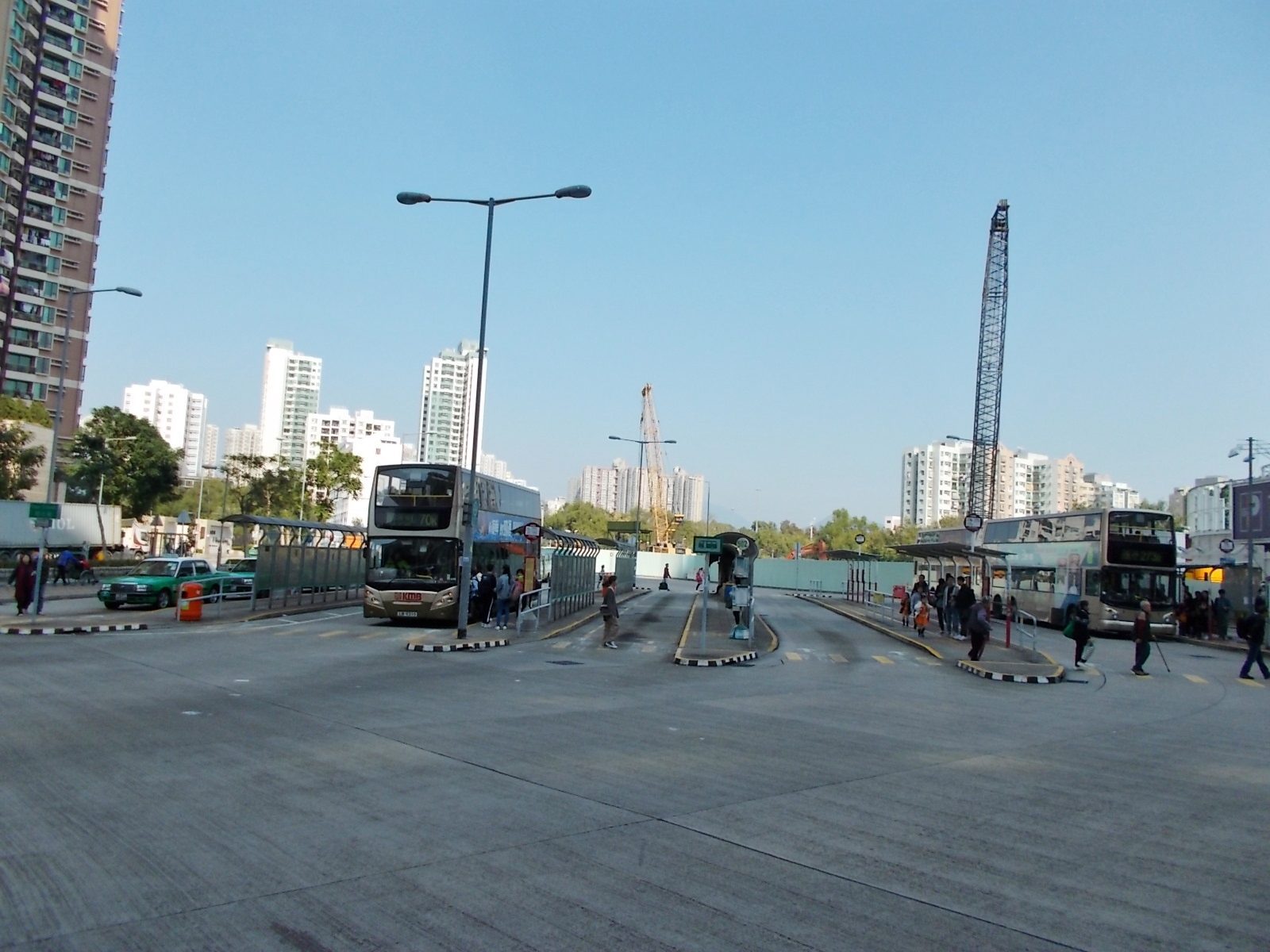
動工不久，2019年12月
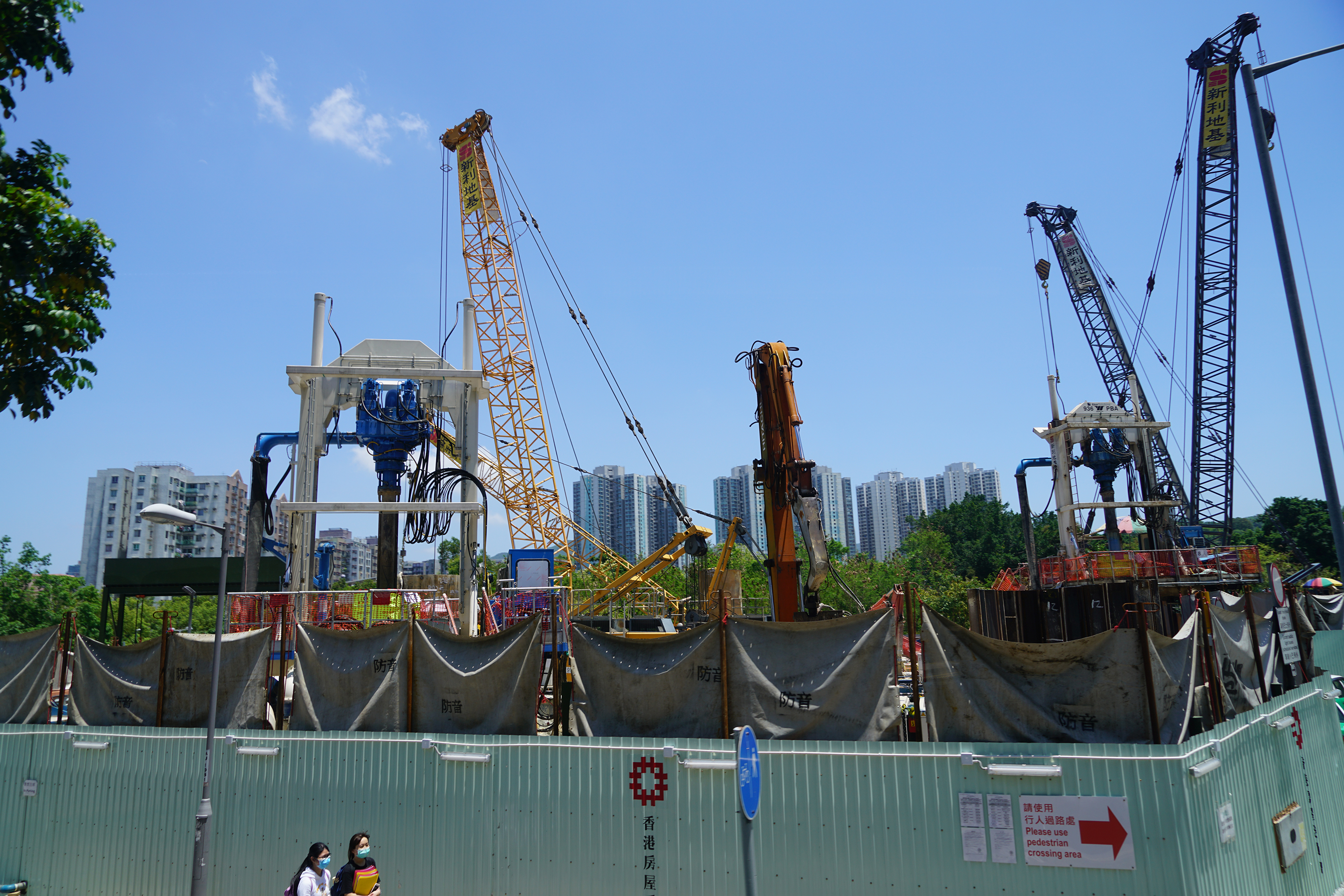
地基工程，2020年4月
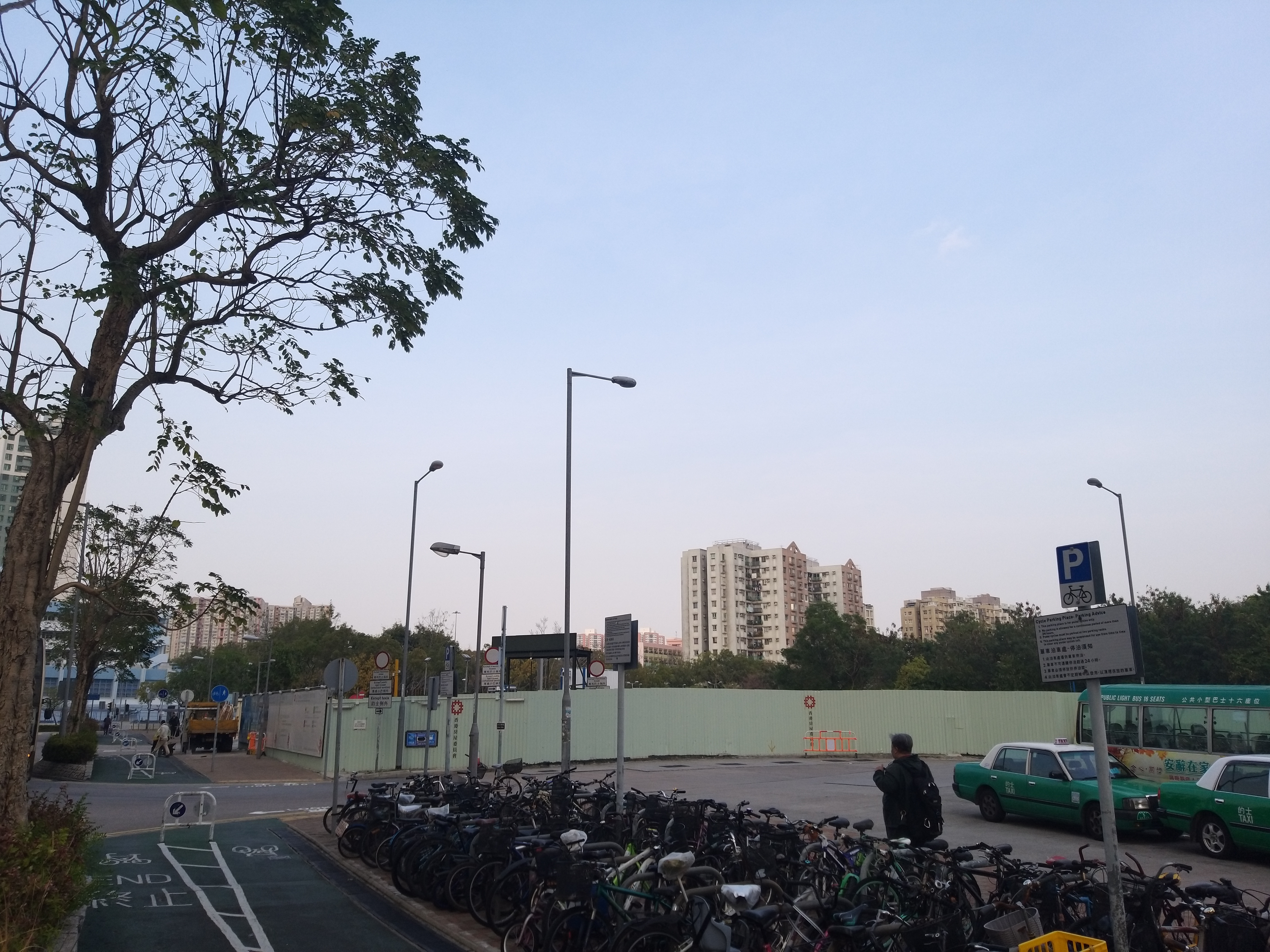
剛完成地基工程，2021年2月
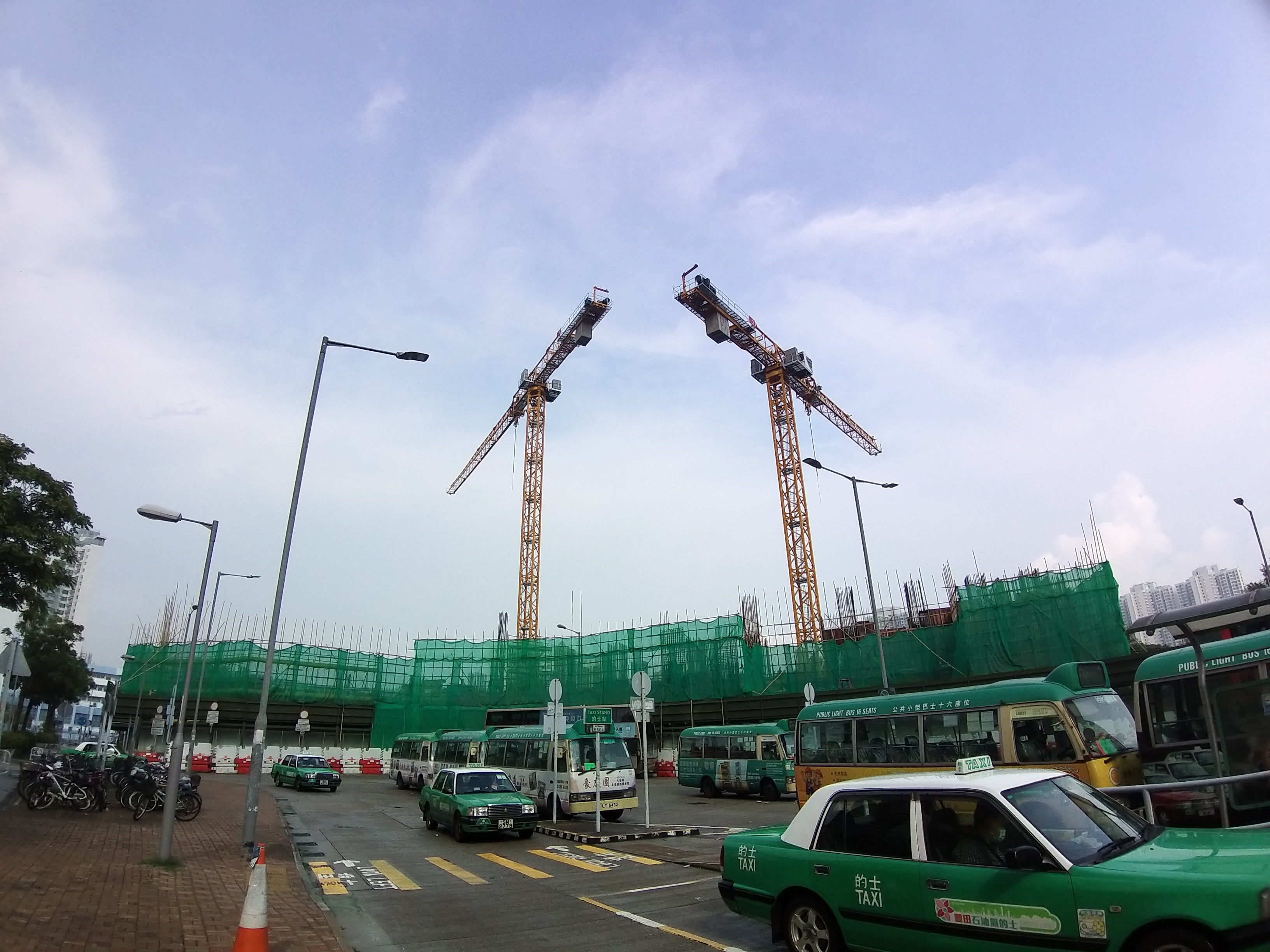
建至1樓，2021年10月
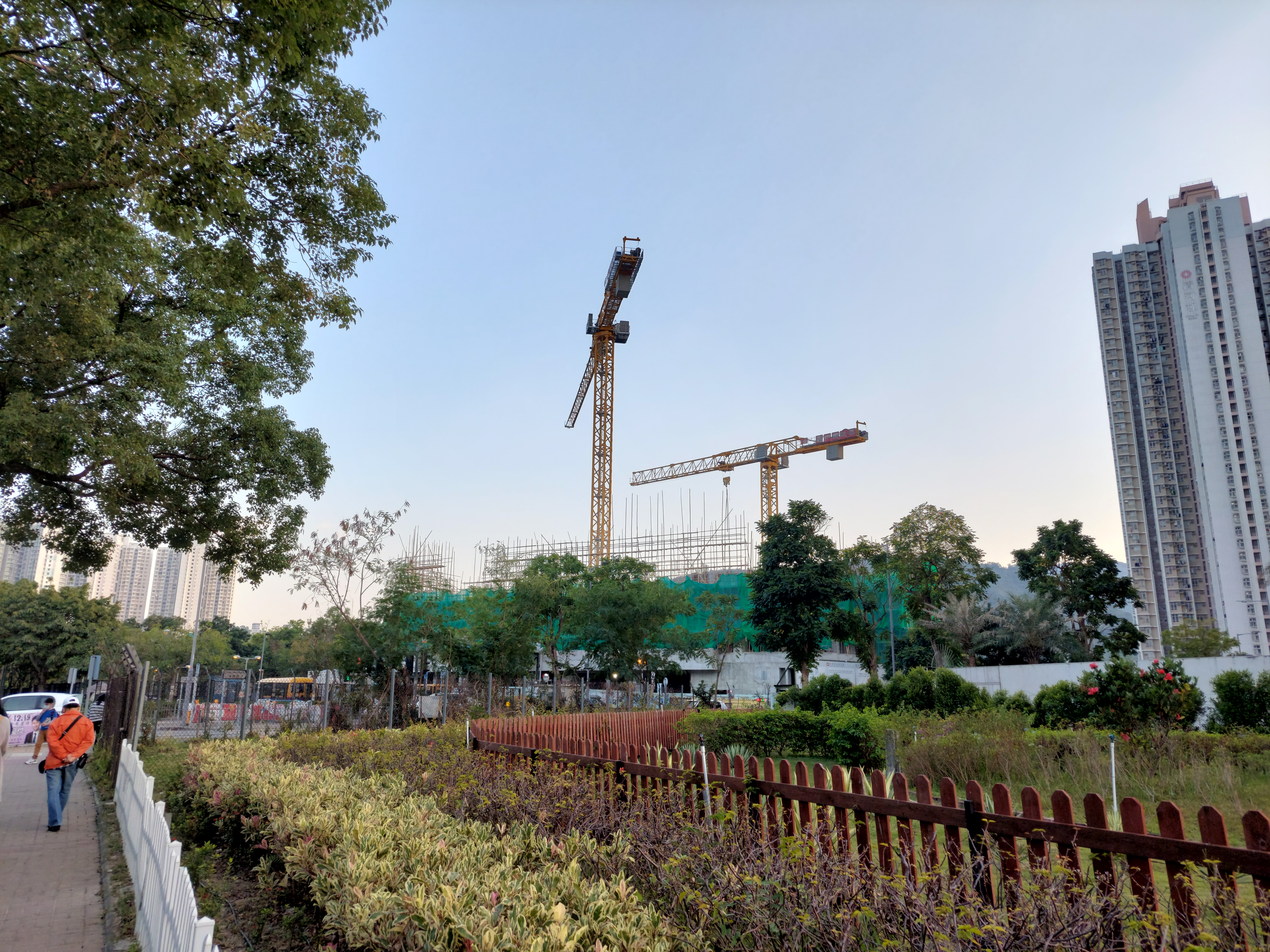
2021年12月
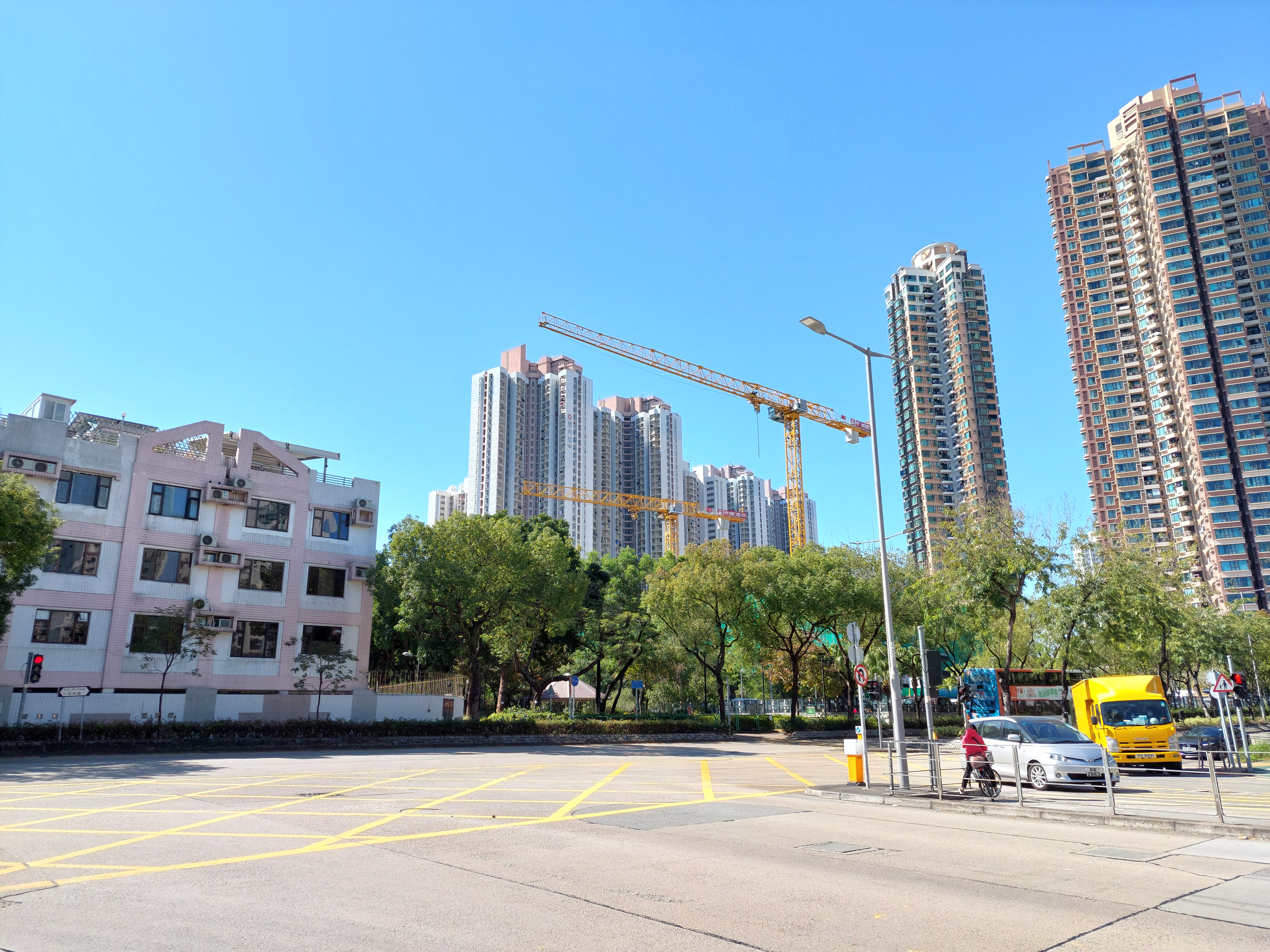
2022年1月
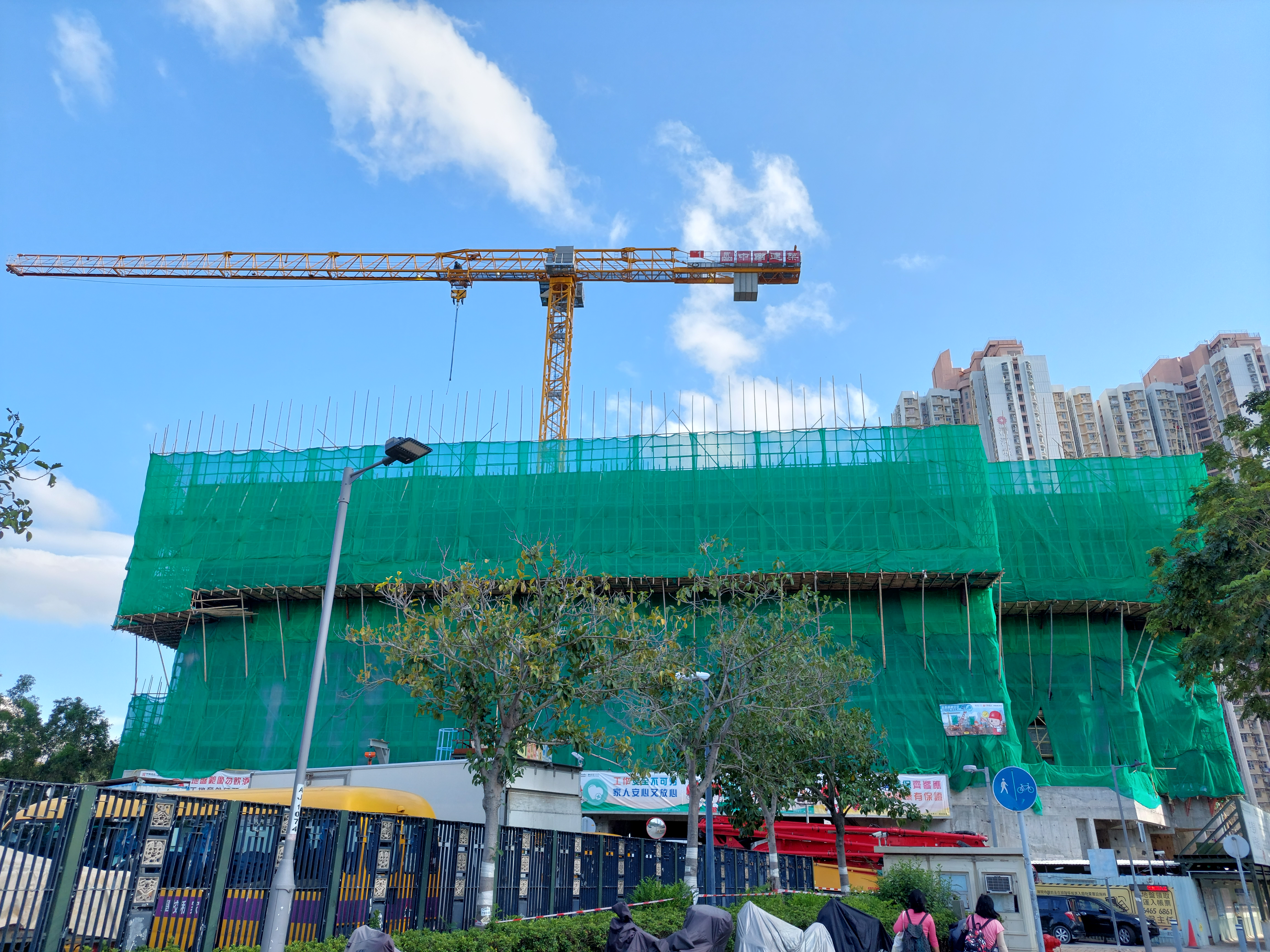
2022年4月
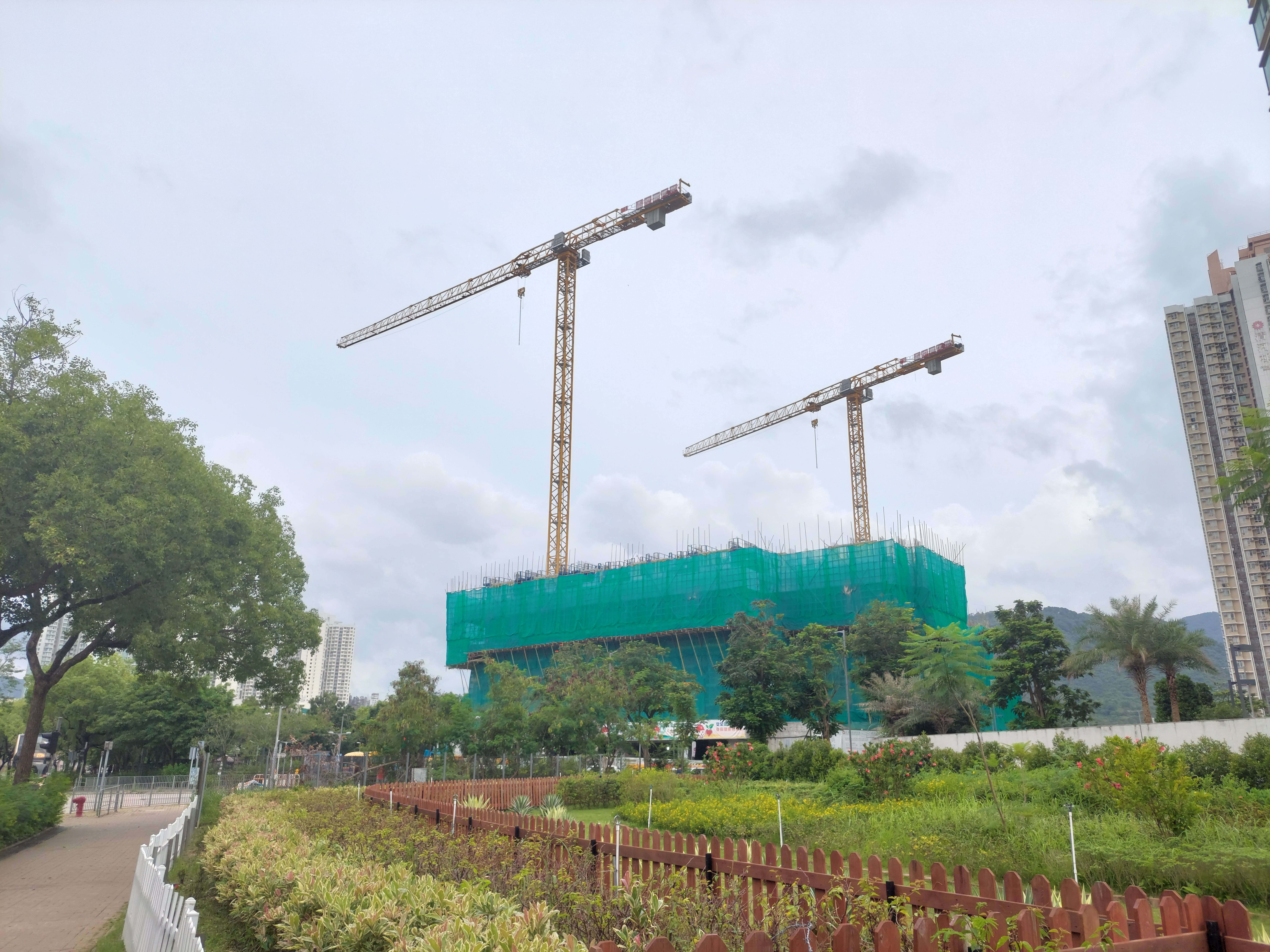
興建首層住宅，2022年6月
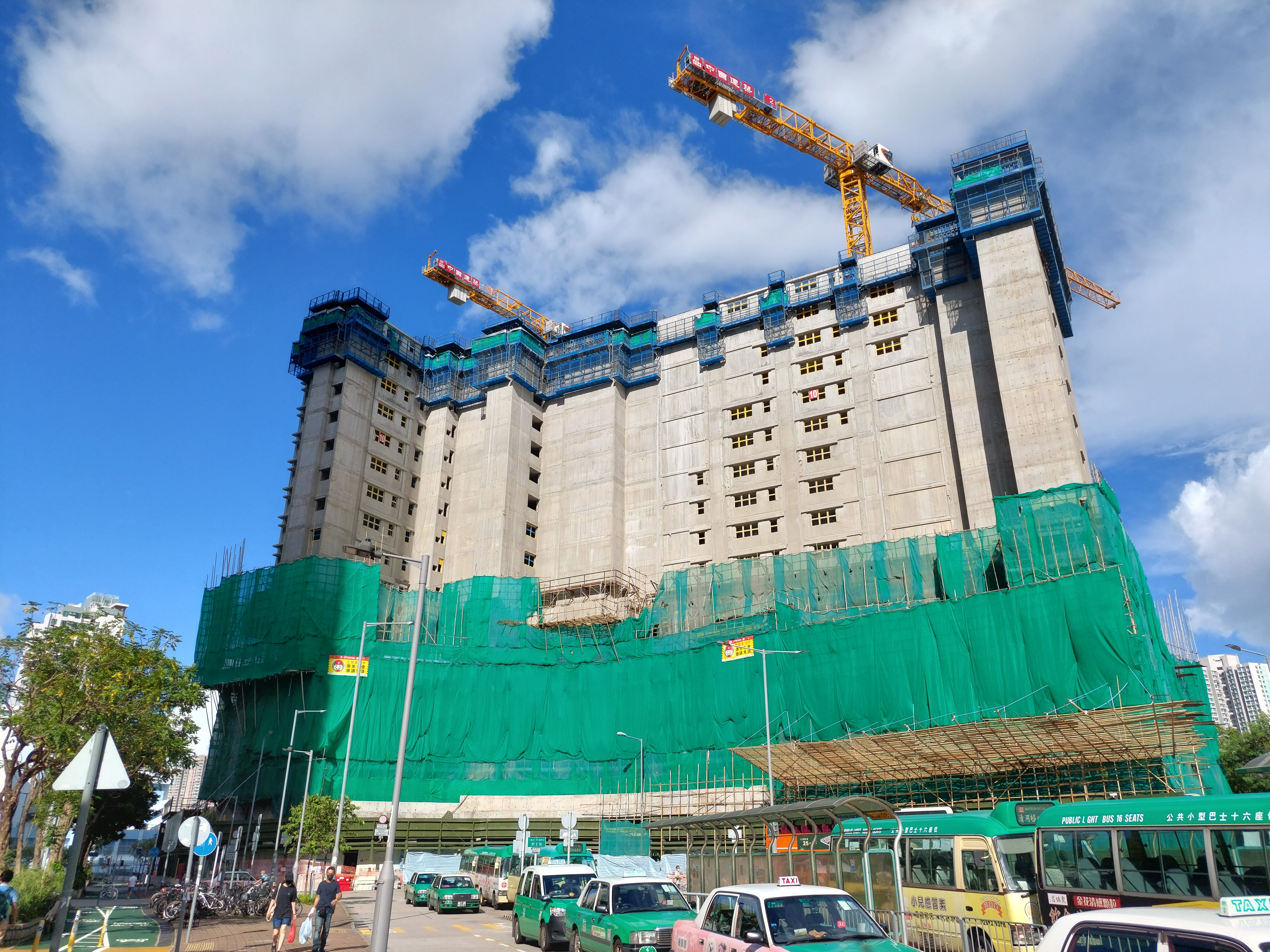
2022年10月
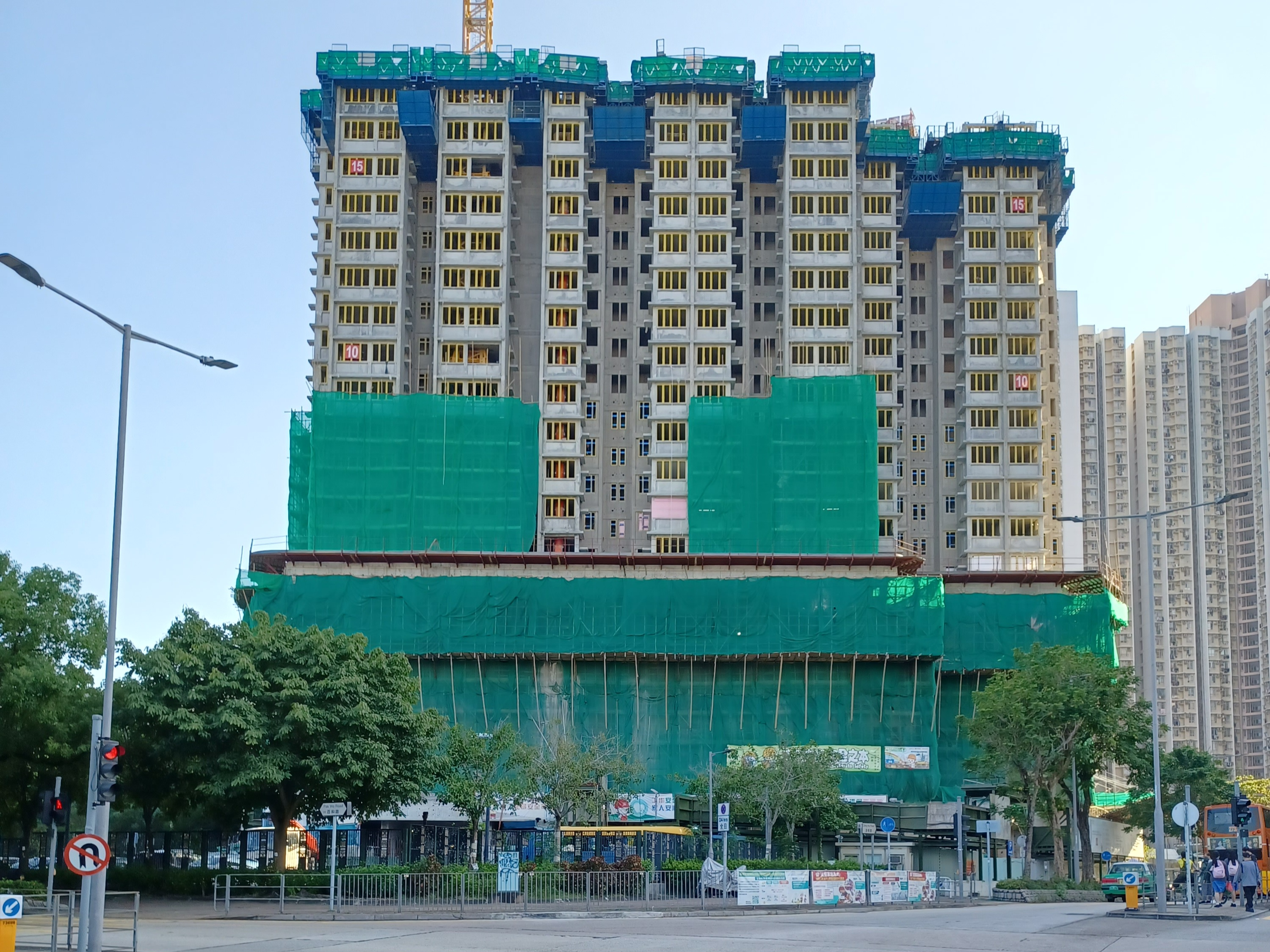
2022年11月
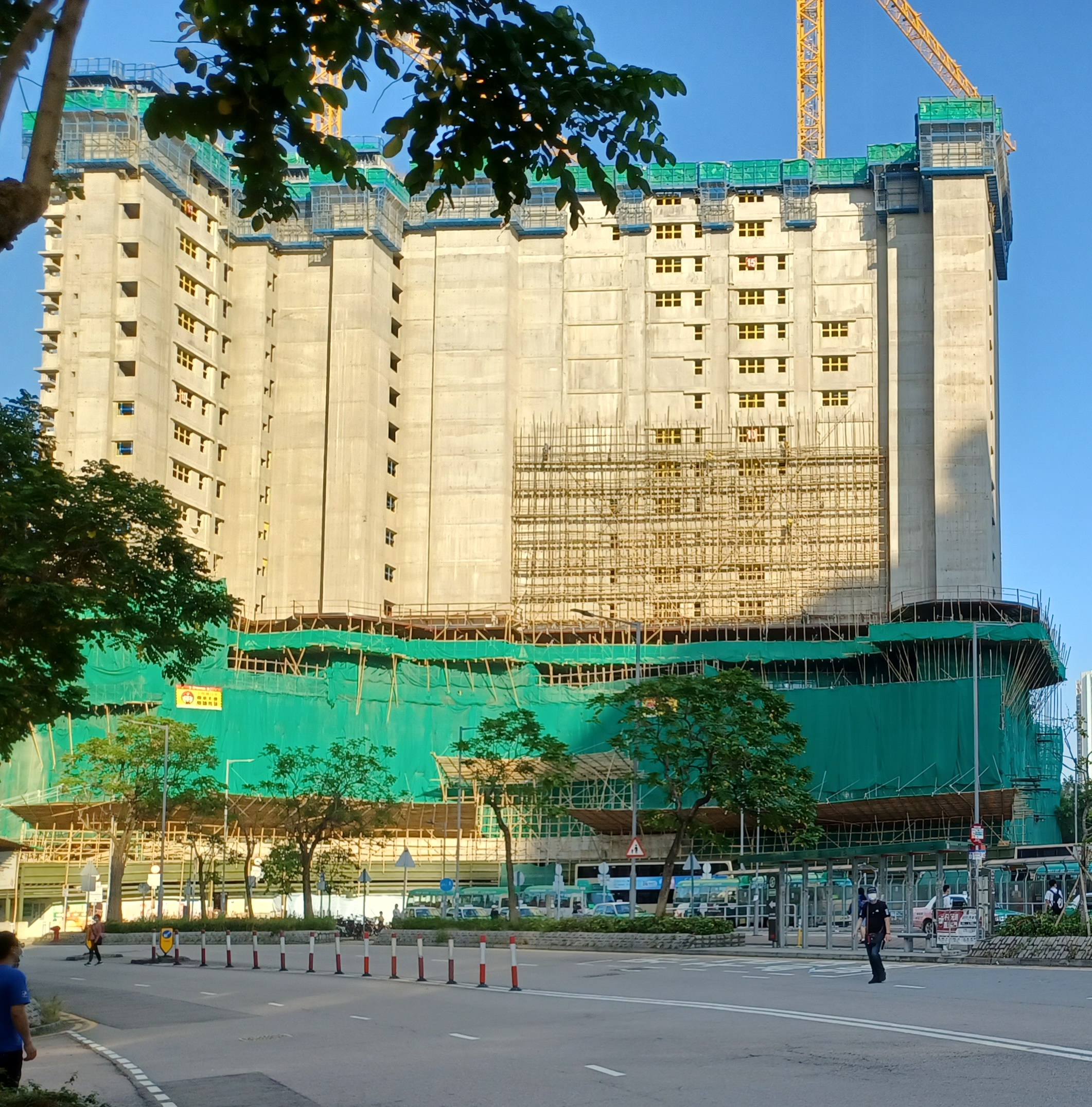
2022年11月
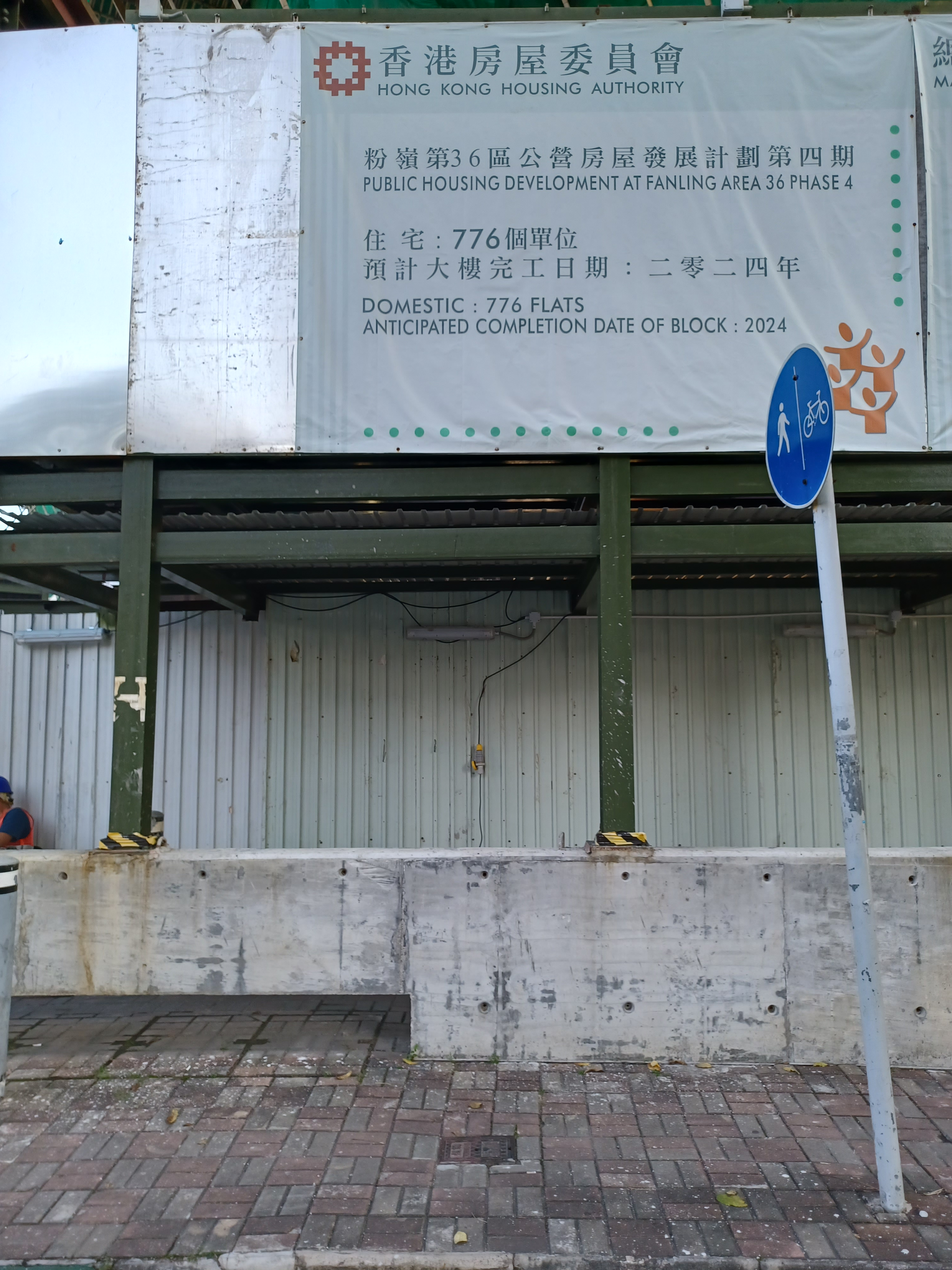
清濤苑的工程告示板，2022年11月
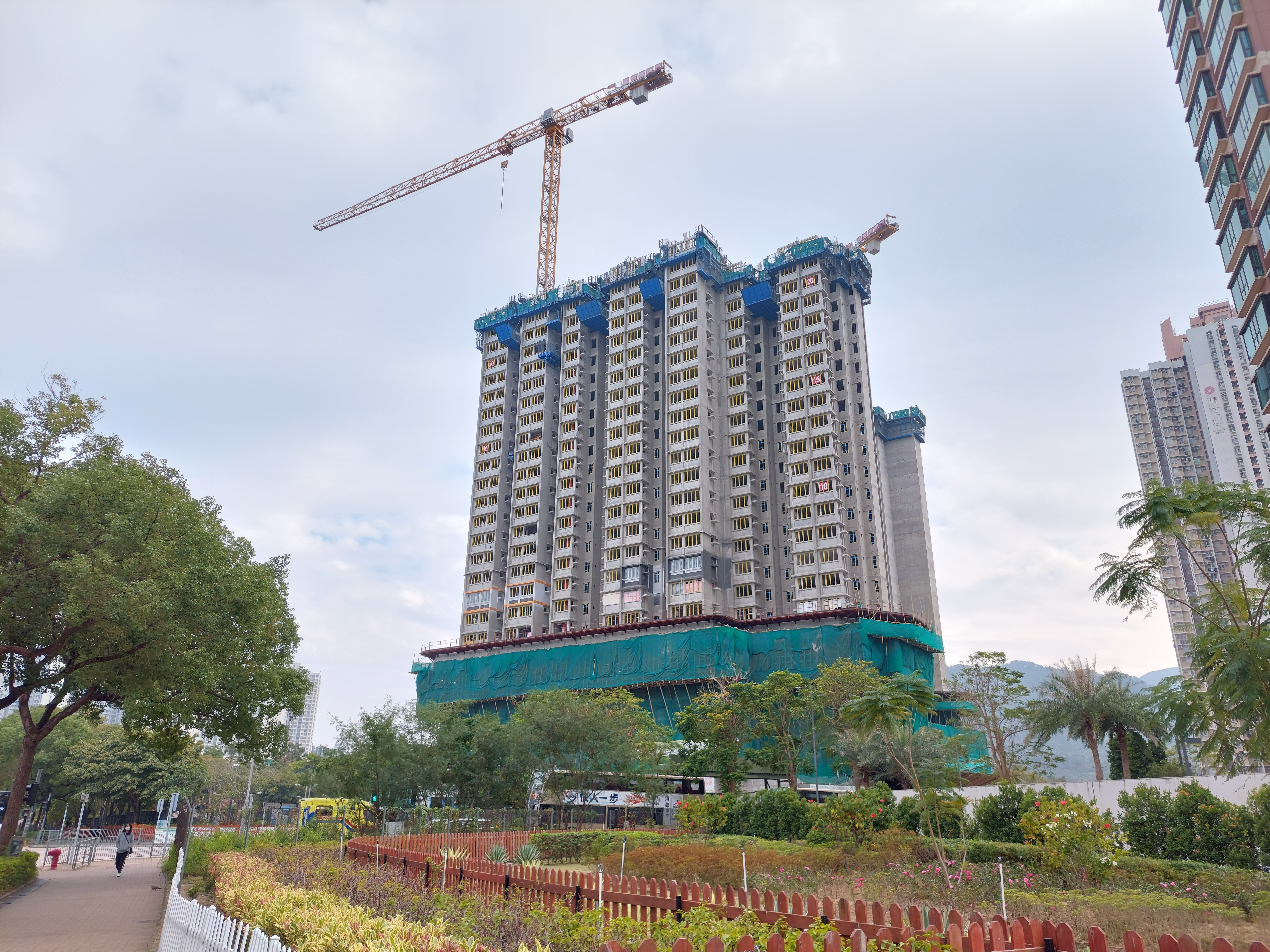
2023年1月
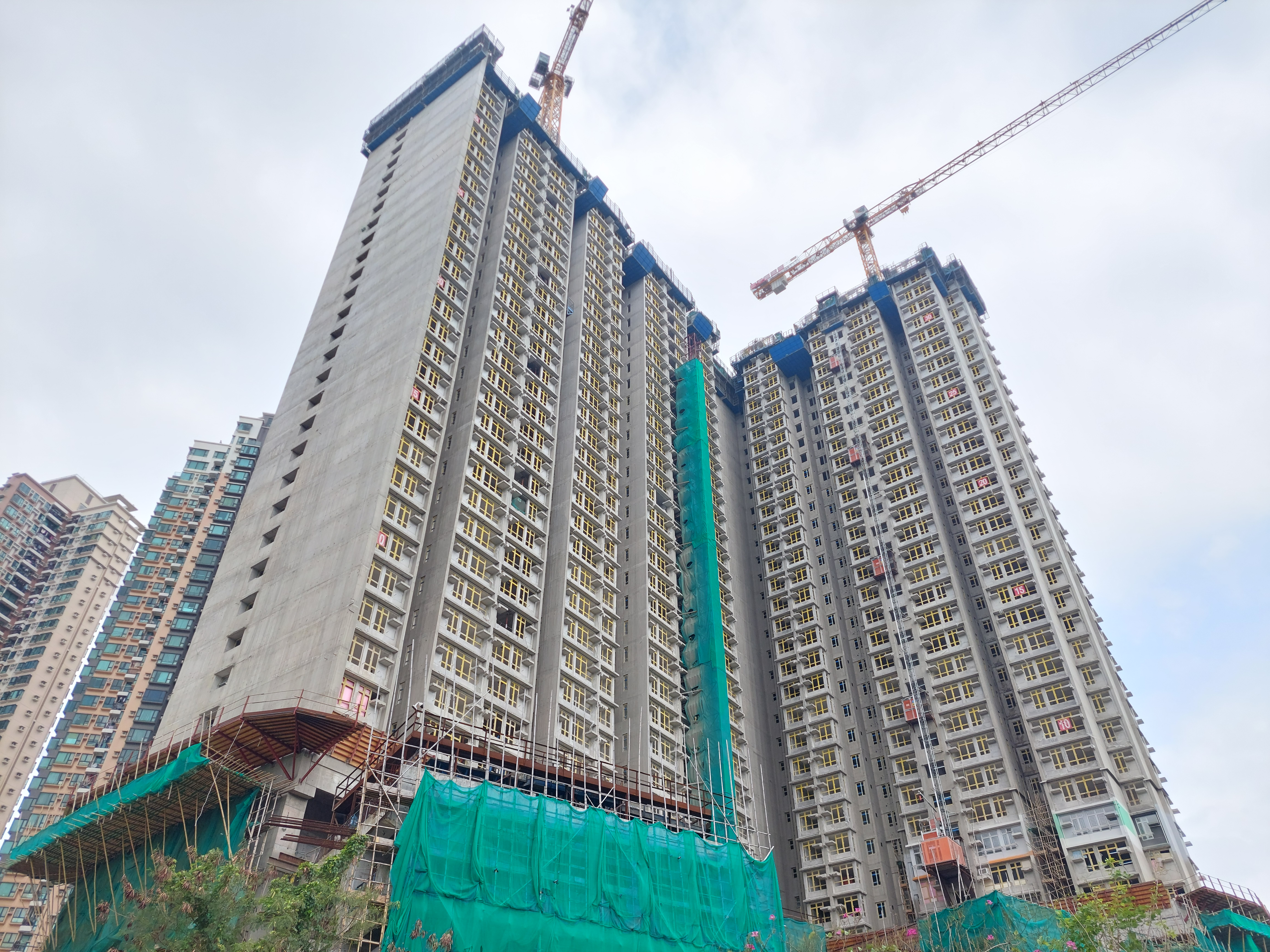
2023年4月
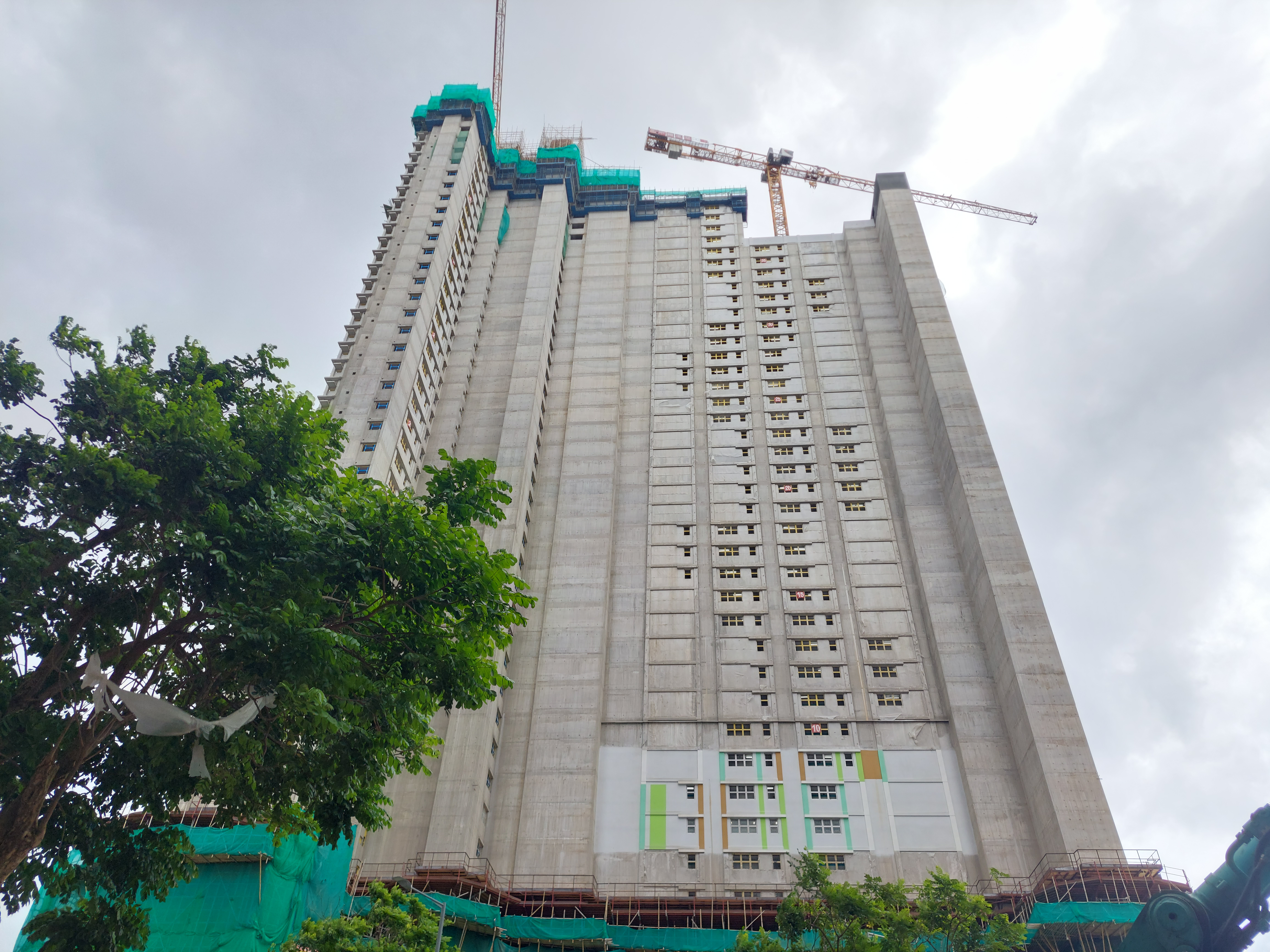
2023年7月
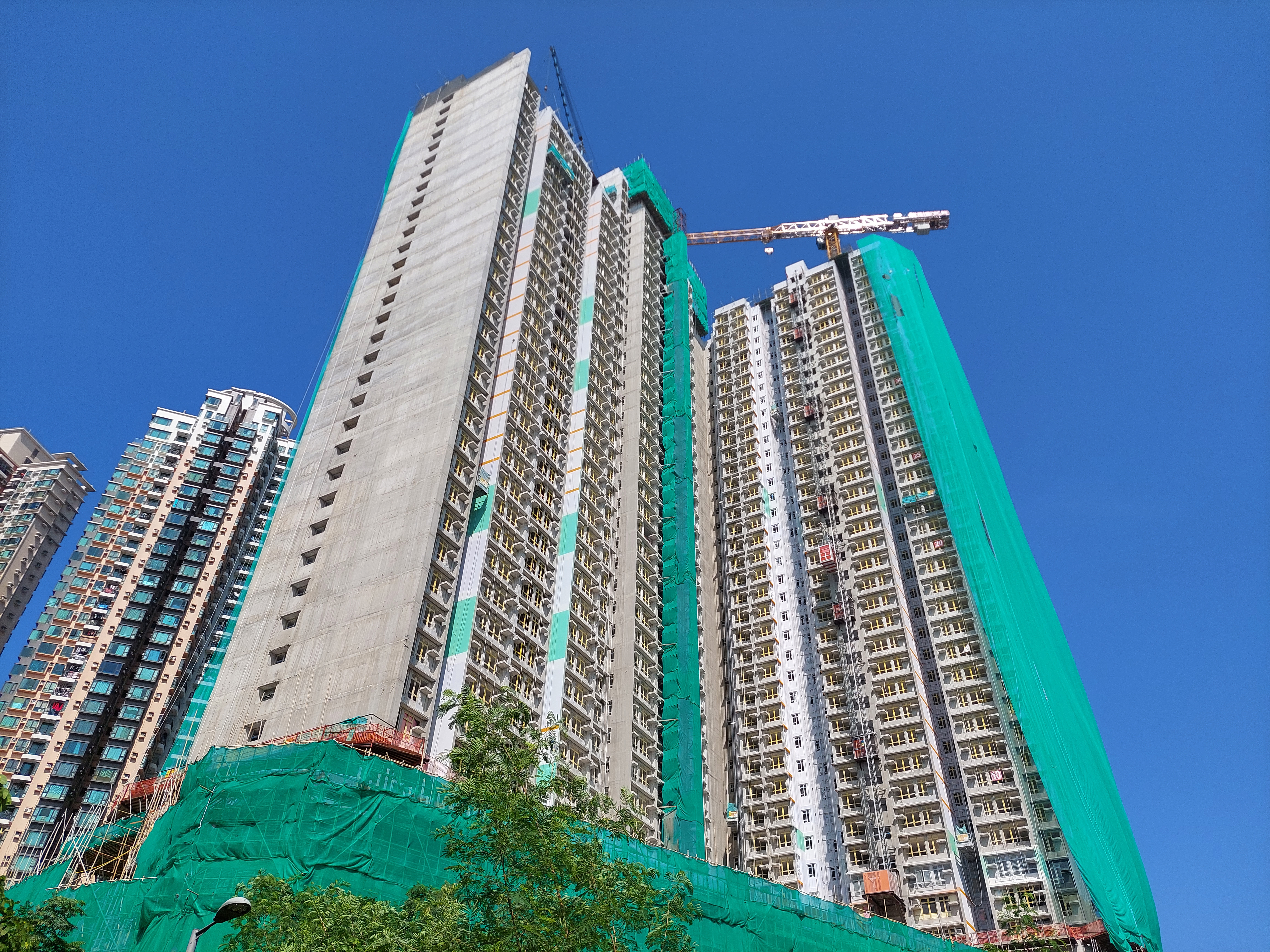
2023年10月
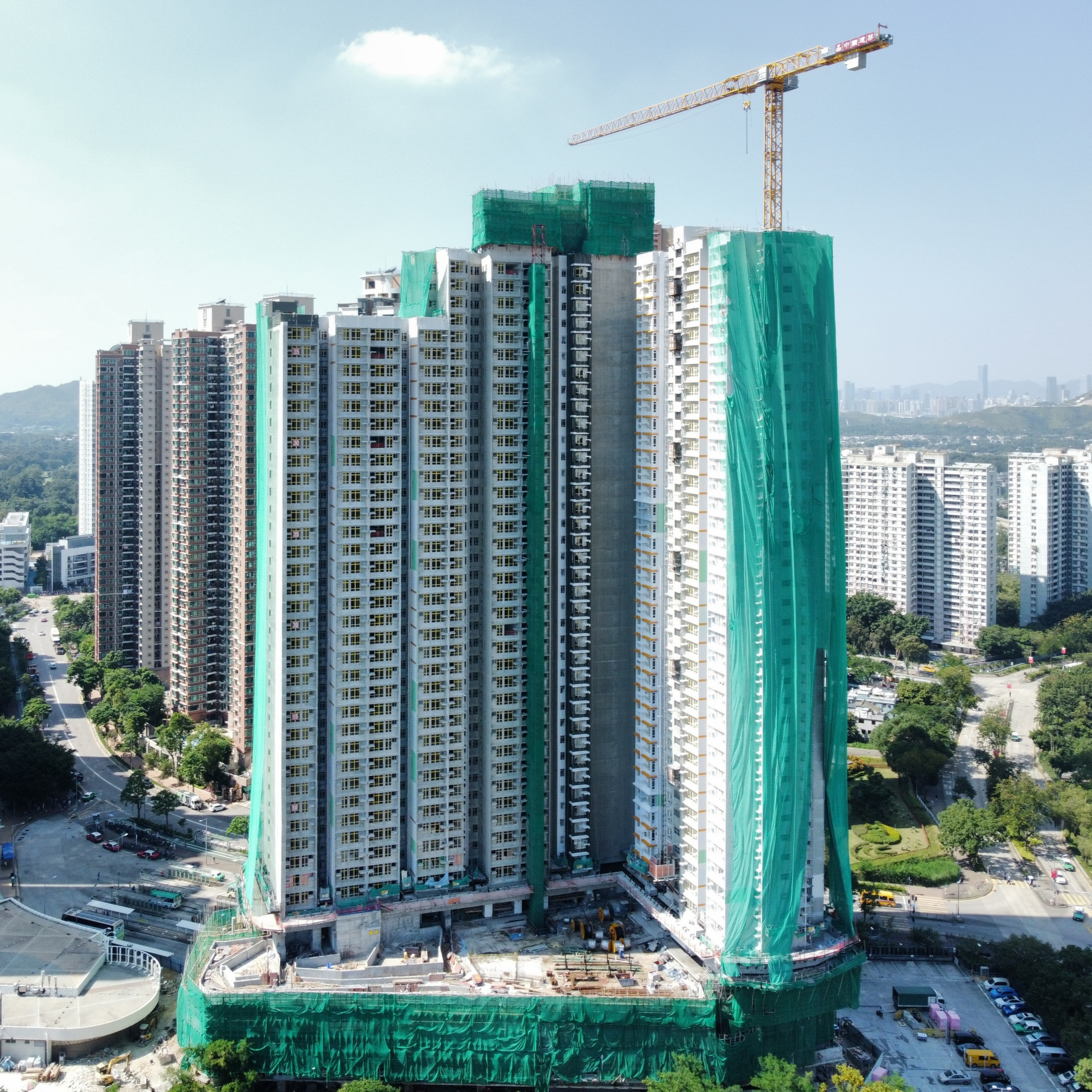
已封頂，2023年11月
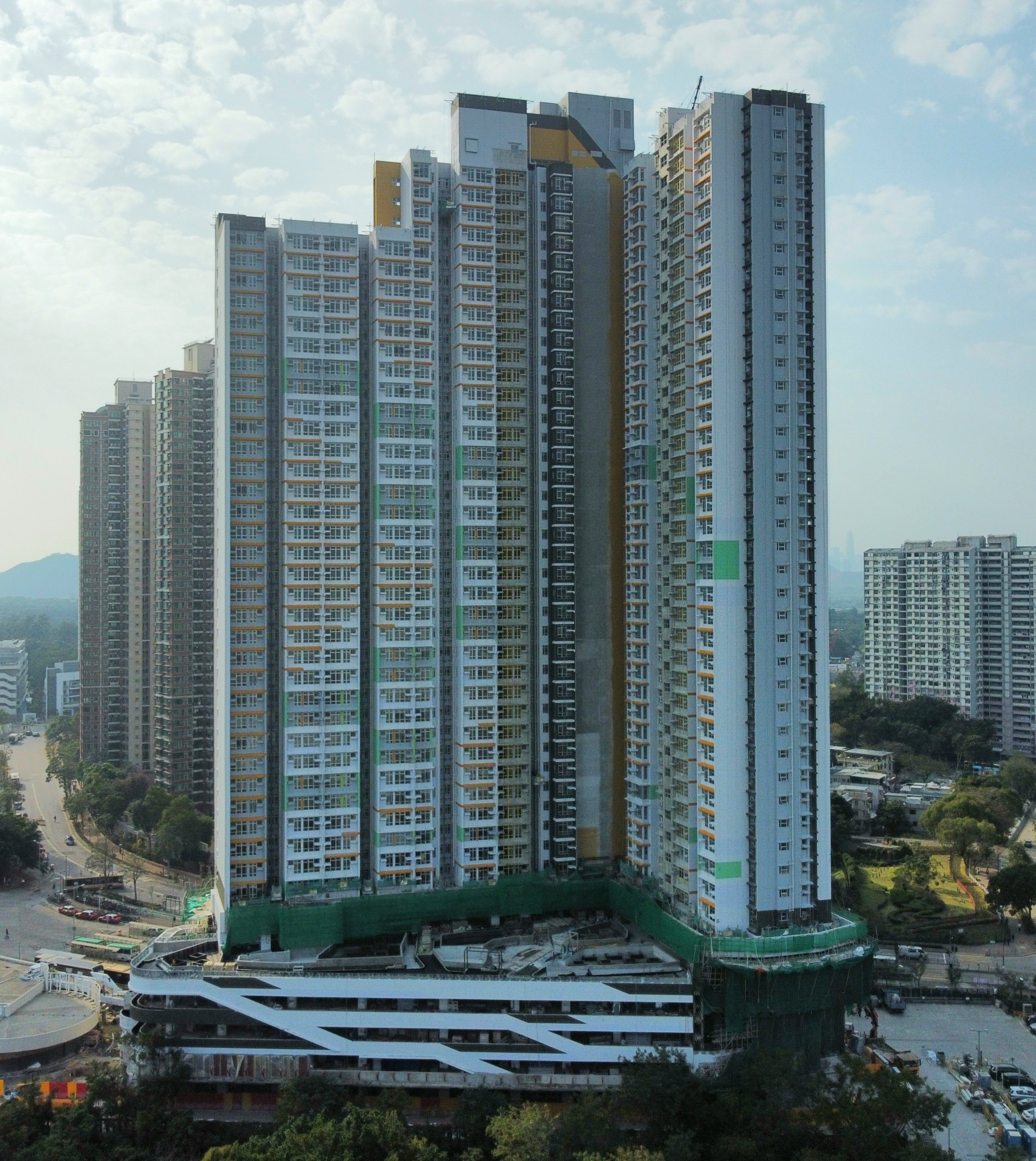
2024年2月

## 交通設施
清河邨公共運輸交匯處位於屋苑旁，提供巴士及小巴來往上水、元朗、大埔、九龍等地；若選擇步行前往港鐵上水站，大約需時15分鐘。

## 鄰近地方
- 清河邨
- 祥龍圍邨
- 太平邨
- 保榮路體育館
- 保榮路遊樂場
- 上水官立中學
- 御皇庭
- 御景峰
- 雞嶺
- 風采中學
- 曾梅千禧學校
- 香海正覺蓮社佛教正慧小學
- 東華三院馬錦燦紀念小學
- 北區醫院
- 田家炳中學